# Асикага Ёсиаки
Асикага Ёсиаки (яп. 足利 義昭; 13 чис. 11 мес. VI года Тэмбун [15 декабря 1537] — 28 чис. 8 мес. II года Кэйтё [9 октября 1597]) — 15-й и последний сёгун дома Асикага. Правил с 1568 по 1573 года. Оставался в должности сёгуна до 1588 года.
Ёсиаки был вторым сыном в семье сёгунов, а потому с детства ему была уготована дорога монаха. Его отдали в храм Кофукудзи в городе Нара, где он получил монашеское имя Какукэй.
После убийства мятежниками 13-го сёгуна Асикаги Ёситэру, Ёсиаки бежал из храма и направился к обладателю провинции Оми, рода Роккаку. Он просил помочь ему стать сёгуном, организовав поход на столицу Киото. Однако Ёсиаки отказали и он отправился к обладателю провинции Этидзэн, рода Асакура. Однако и там его просьбы не были услышаны. Наконец, при посредничестве Акэти Мицухидэ, Ёсиаки обратился к Оде Нобунаге, который пообещал поддержку.
В 1568 году Ода Нобунага захватил Киото. Ёсиаки получил титул сёгуна, но проводить независимую политику не смог из-за вмешательства Оды в его дела. Не желая быть марионеточным правителем, Ёсиаки тайно организовал в 1570 году коалицию против Нобунаги из родов Асакура, Адзаи, Такэда, а также монахов монастырей Энряку-дзи и Хонган-дзи. В 1573 году он открыто выступил против Нобунаги, но потерпел поражение.
В том же году Ёсиаки был изгнан Одой Нобунагой из Киото. Сёгунат Муромати перестал существовать.
После этого Ёсиаки скрывался в землях семьи Мори в городе Томо (ныне префектура Хиросима), рассылая японской владетельной знати призывы к свержению Нобунаги. Он организовал новую коалицию против Нобунаги, которая распалась в 1580 году с падением цитадели-буддийского монастыря Исияма Хонган-дзи.
В 1588 году Ёсиаки вернул титул сёгуна императорскому двору. В 1597 году он умер в небольшом владении, которое дал ему объединитель Японии Тоётоми Хидэёси.